# Национален литературен музей
Националният литературен музей е музей, който се грижи за опазването и популяризирането на българската литература в страната и чужбина.

## История
Националният литературен музей (НЛМ) е създаден с Решение на Министерски съвет № 254 от 19.06.1975 г., като самостоятелно юридическо лице на бюджетна издръжка към Комитета за изкуство и култура (КИК). Музеят фактически започва дейността си от 1 януари 1976 г., като тогава носи името – Национален музей на българската литература (НМБЛ).
Новосъздаденият музей има задача да издирва, събира, съхранява, проучва, обнародва и показва веществени и документални паметници, свързани с цялостната история на българската литература от основаването на българската държава до наши дни.
С Решение на Министерски съвет № 22 от 12.03.1992 г., името на музея е променено на Национален литературен музей (НЛМ), което носи и до днес. Впоследствие са придобити помещенията на бул. „Дондуков“ № 95Б – използвано за фондохранилище, и апартамент, намиращ се на втория етаж на ул. „Г. С. Раковски“ № 138, закупен от Министерството на културата (МК) за административните нужди на музея.

## Дейност
За своето почти 40-годишно съществуване музеят издирва и опазва колекции от ръкописи, снимки, документи, кореспонденция, първи издания на българската книжнина, литературна периодика, ръкописни и старопечатни книги, вещи, художествени произведения (живописни платна, графични листове, цветни щампи от ХVІІІ век, илюстрации, карикатури, шаржове, оригинални оформителски проекти и др.), ценни етнографски материали, уникални вещи на градския бит от началото на ХІХ до 70-те години на ХХ век. Специализираният отдел „Фондове и литературно наследство“ съхранява архивите на български писатели и поети, които нямат свои „домове на паметта“. Музеят попълва своите фондове чрез откупки и дарения.
Към музея функционира Комисия за извършване на идентификация на движимите културни ценности, предоставени на музея, която определя и стойността им. Събирателската и документационна работа е насочена към издирване на писателски архиви от българската литературна класика, попълване на „белите полета“ в литературната история, документиране на съвременния литературен живот. 
Освен традиционните рекламни материали, предлагани в къщите музеи, от 2003 г. музеят осъществява и свое самостоятелно издание – „Известия на Националния литературен музей“. Организират се и многобройни юбилейни чествания, литературни вечери, премиери на книги, патронни тържества на училища и институции.
В досегашната си история музеят е издирил и опазил колекции от ръкописи, снимки, документи, кореспонденция, старопечатна книжнина, първи издания на книги, представляващи библиографска рядкост, литературна периодика, богати писателски библиотеки, лични вещи на писатели, ценни картини и скулптури, етнографски материали, уникални предмети от градския бит.
Музейните специалисти извършват събирателска и научно-изследователска дейност, организират и участват в научни сесии и конференции, автори са на трудове с литературнокритически и литературноисторически изследвания, както и на множество публикации в периодичния печат.
Традиционно музеят организира литературни вечери (рецитали на съвременни автори, премиери на нови книги, чествания на кръгли писателски годишнини), юбилейни и тематични изложби. 

## Експозиции
В структурата на НМБЛ влизат къщи-музеи на български писатели класици, като Иван Вазов, Петко и Пенчо Славейкови, Пейо Яворов, Христо Смирненски, Елин Пелин (Байлово), Никола Вапцаров, Димитър Димов и Емилиян Станев (Велико Търново), също и литературните кабинети на Стилиян Чилингиров, Иван Богданов и Владимир Башев.
- Къща музей „Иван Вазов“
- Къща музей „Петко и Пенчо Славейкови“
- Къща музей „Пейо Яворов“
- Къща музей „Никола Вапцаров“
- Къща музей „Димитър Димов“
- Къща музей „Емилиян Станев“
- Къща музей „Елин Пелин“
- Къща музей „Христо Смирненски“
- Литературен кабинет „Стилиян Чилингиров“
- Литературен кабинет „Иван Богданов“
- Литературен кабинет „Владимир Башев“

В Централния държавен архив се съхранява архивен фонд, чийто фондообразовател е музеят – фонд 1533 с 27 архивни единици за периода 1977 – 2000 година